# گروه دیتاکام
گروه دیتاکام (انگلیسی: Datacom Group) شرکت فناوری اطلاعات نیوزیلندی است، که در سال ۱۹۶۵ تأسیس شد.